# أهل المنزل (أولاد أركيعة)
أهل المنزل هو دُوَّار يقع بجماعة أهل مربع، إقليم الفقيه بن صالح، جهة بني ملال خنيفرة في المملكة المغربية. ينتمي الدوّار لمشيخة أولاد أركيعة التي تضم 4 دواوير. يقدر عدد سكانه بـ 2275 نسمة حسب الإحصاء الرسمي للسكان والسكنى لسنة 2004.

## روابط خارجية
- البوابة الوطنية للجماعات الترابية
- المندوبية السامية للتخطيط